# Відображальна функція Мироненка
 Відображальна функція — функція, що зв'язує минулий стан системи з її майбутнім станом у симетричний момент часу. Поняття відображальної функції запроваджене Володимиром Івановичем Мироненком. 

## Дефініція
Нехай {\displaystyle \varphi (t;t_{0},x)} є загальний розв'язок у формі Коші системи диференціальних рівнянь {\displaystyle {\dot {x}}=X(t,x),} розв'язки якої однозначно визначаються своїми початковими даними. Відображальна функція  цієї системи визначається формулою {\displaystyle F(t,x)=\varphi (-t;t,x).}

## Застосування
Для {\displaystyle \,2\omega }-періодичної по змінній {\displaystyle t} системи диференціальних рівнянь з відображальною функцією {\displaystyle \,F(t,x)} відображення {\displaystyle \,\Pi (x)} за період {\displaystyle \,[-\omega ;\omega ]} (відображення Пуанкаре) визначається за формулою {\displaystyle \,\Pi (x)=F(-\omega ,x).} Тому знання відображальної функції дозволяє знаходити початкові дані {\displaystyle \,(\omega ,x_{0})} для {\displaystyle \,2\omega }-періодичних розв'язків {\displaystyle \varphi (t;-\omega ,x_{0})} розглянутої системи й досліджувати ці розв'язки на усталеність за Ляпуновим. Відображальна функція {\displaystyle \,F(t,x)} системи {\displaystyle {\dot {x}}=X(t,x)} задовольняє так званому основному співвідношенню
{\displaystyle \,F_{t}+F_{x}X+X(-t,F)=0,} {\displaystyle \,F(0,x)=x.}
За допомогою цього співвідношення встановлюється, що для багатьох неінтегрувальних в квадратурах систем диференціальних рівнянь відображення {\displaystyle \,\Pi (x)} за період {\displaystyle \,[-\omega ;\omega ]} може бути знайдене навіть через елементарні функції. У цьому відображальна функція  може бути зіставлена з інтегруючим множником. 
Відображальна функція використовується при дослідженні питань існування й усталеності періодичних розв'язків крайових задач для систем диференціальних рівнянь.